# Kindertotenlieder

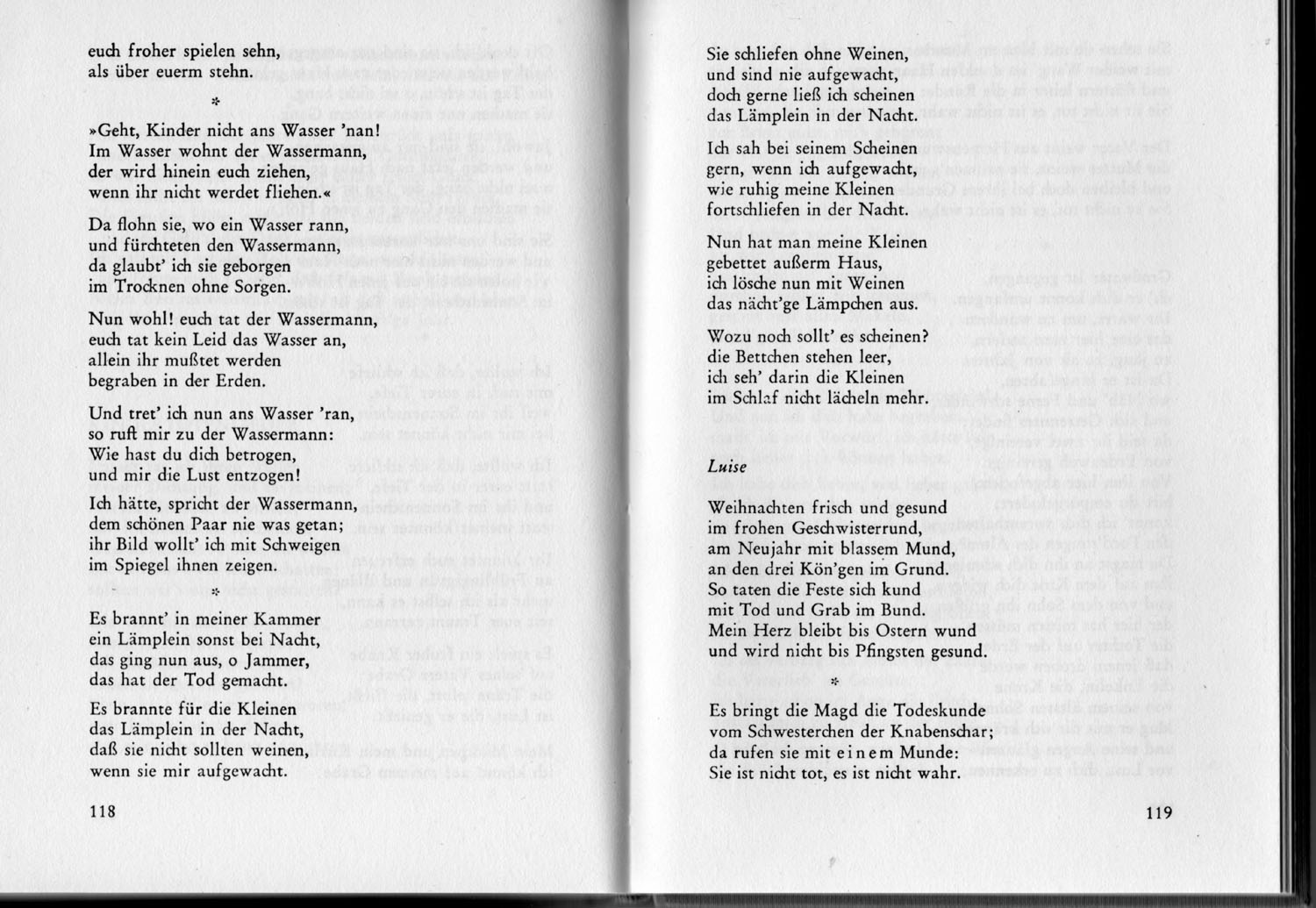
Gedeelte uit de Kindertodtenlieder.

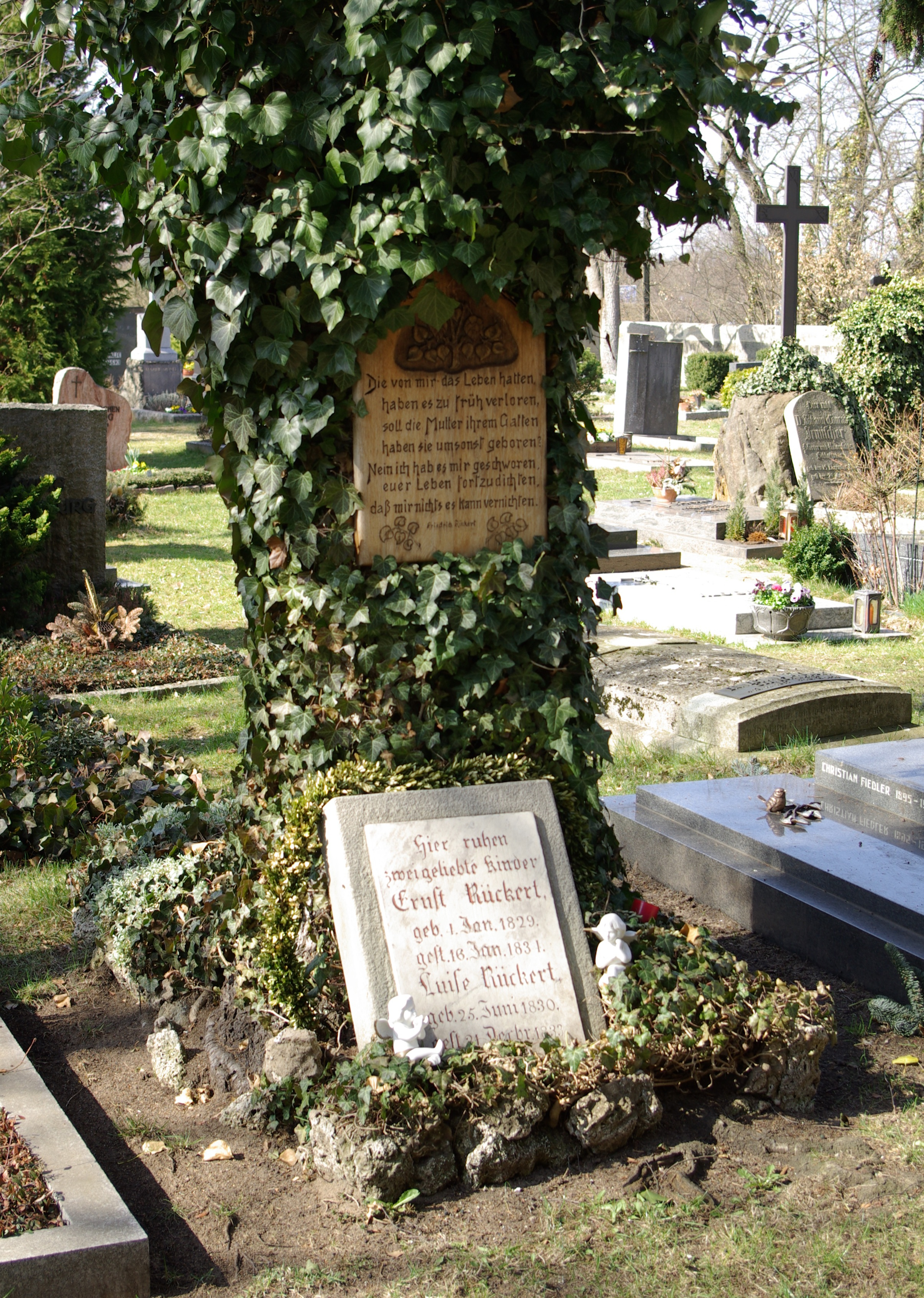
Graf van Ernst en Luise Rückert op het Neustädter Friedhof in Erlangen. Op het bord aan de waarschijnlijk tijdens het leven van Rückert geplante berk staat de tweede strofe van het gedicht Immer that ich ihren Willen uit de Kindertodtenlieder (niet door Mahler getoonzet).

Kindertodtenlieder is een cyclus van 428 gedichten van de Duitse dichter Friedrich Rückert (1788-1866). De Oostenrijkse componist Gustav Mahler heeft vijf van deze gedichten getoonzet voor een lage zangstem en symfonieorkest.

## Achtergrond
In deze gedichten verwerkte Rückert in 1833-1834 zijn persoonlijke ervaring met de dood van twee van zijn zes kinderen door een roodvonkepidemie die zijn woonplaats Erlangen teisterde. Zijn enige dochter Luise, drie jaar oud, stierf op 31 december 1833, gevolgd op 16 januari door de vijfjarige Ernst. Zijn overige kinderen herstelden. De gedichten mochten niet tijdens zijn leven gepubliceerd worden en verschenen pas in 1872.

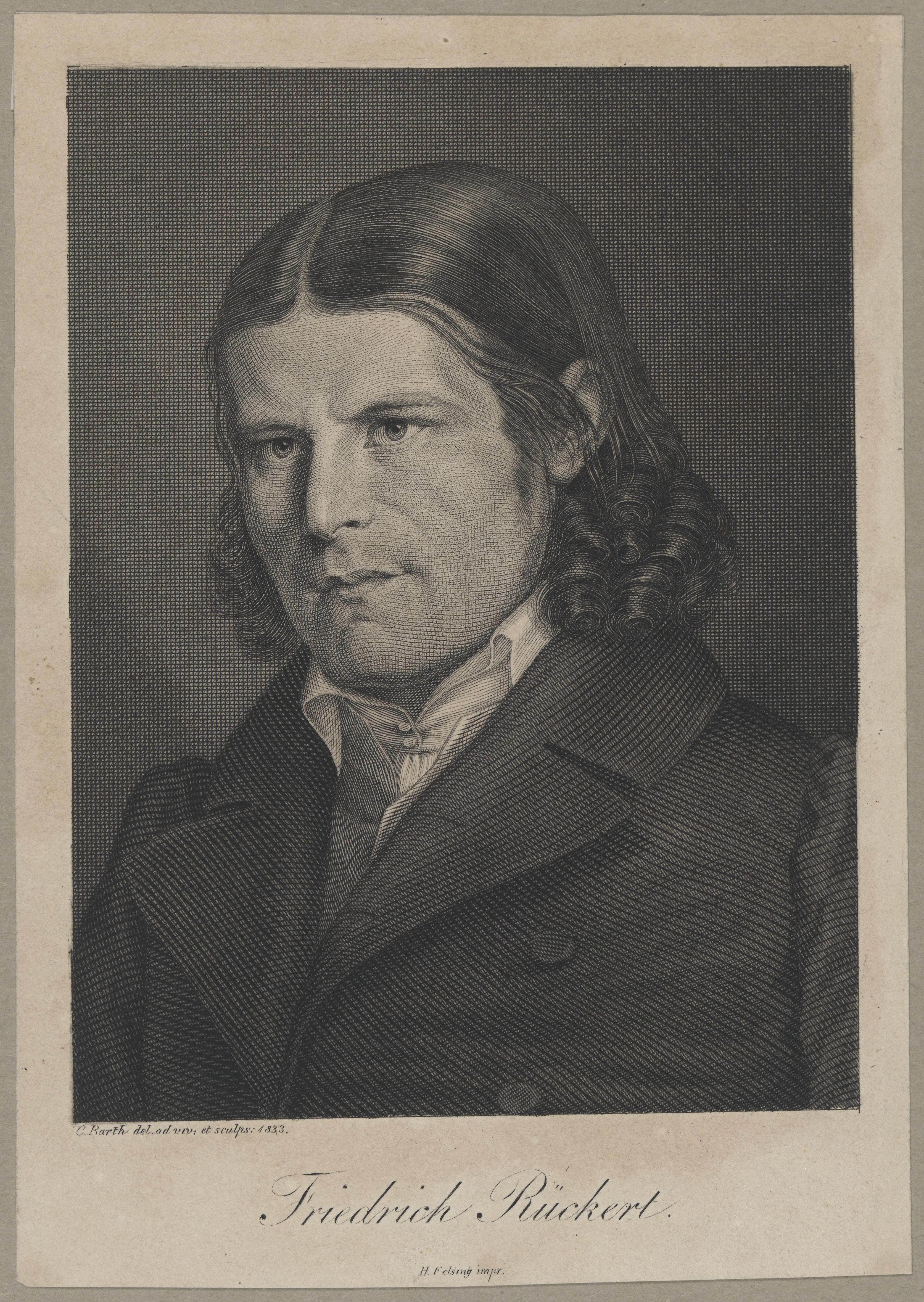
Friedrich Rückert, gravure uit 1833 door Carl Barth
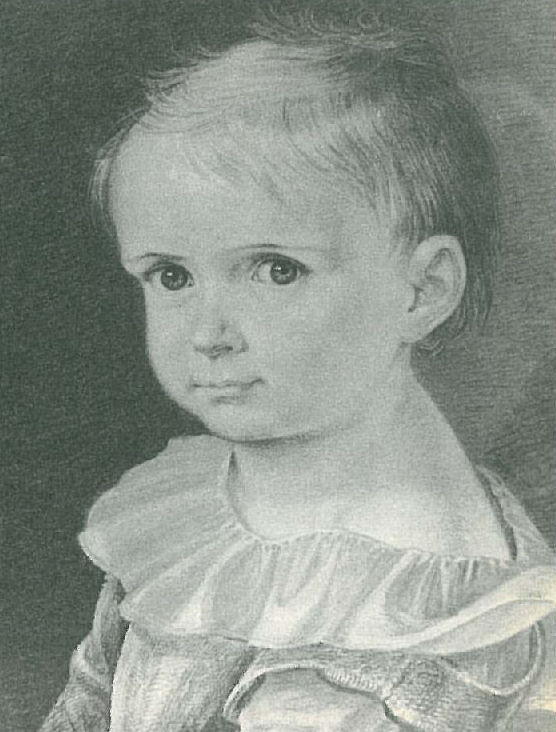
Luise Rückert (gestorven 31 december 1833 op leeftijd van 3½ jaar)
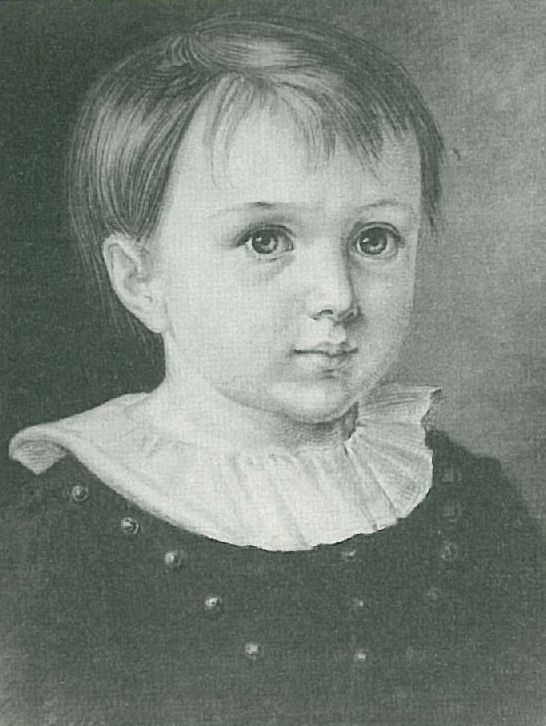
Ernst Rückert (gestorven 16 januari 1834 op leeftijd van 5 jaar)

## Mahler
De Kindertotenlieder zijn vooral bekend gebleven als orkestliederen van Mahler. Hij was een groot bewonderaar van Rückert, van wiens gedichten hij vanaf 1901 een tiental op muziek zette. Volgens zijn zeggen was Rückerts werk lyriek "uit de eerste hand" en al het andere lyriek "uit de tweede hand". Mahlers cyclus van vijf Kindertotenlieder ontstond na de vijf zelfstandige Rückert-Lieder. Ze gingen in 1905 in Wenen onder zijn leiding in première, samen met vier van de vijf eerder gecomponeerde liederen. Solist was de bariton Friedrich Weidemann. Het orkest bestond uit een relatief klein ensemble uit de Wiener Philharmoniker. 
Mahler zelf verloor acht van zijn broertjes en zusjes. Met name de dood van zijn dierbare jongere broertje Ernst Mahler op 13 april 1875 (13 jaar) greep hem zeer aan. In 1901 componeerde hij het eerste, derde en vierde lied. Twee weken na de geboorte van zijn tweede kind in 1904 hervatte hij, tot grote ontzetting van zijn vrouw Alma, die dit onbegrijpelijk en een uitdaging van de voorzienigheid vond, de toonzetting van de overige twee liederen. Vier jaar na het voltooien van de cyclus verloor Mahler zijn lievelingsdochter Maria aan een hersenvliesontsteking. Hierna zette hij deze orkestliederen nooit meer op het programma. 

### Gedichten
De eerste dichtregel van elk lied luidt:
1. Nun will die Sonn' so hell aufgeh'n
2. Nun seh' ich wohl, warum so dunkle Flammen
3. Wenn dein Mütterlein
4. Oft denk' ich, sie sind nur ausgegangen!
5. In diesem Wetter, in diesen Braus